# 塞上鸿
〈塞上鴻〉，古琴曲，據傳為西汉苏武所作。音节悲切，曲调凄楚，取征人懷鄉憂國之意。

## 琴曲记载
《塞上鴻》琴曲流传十分广泛，历代古琴谱中辑刊此谱的多达十几部，其中以明清时代琴谱较多。例如《枯木禅琴谱》、《真传正宗琴谱》、《徽言秘旨》、《存古堂琴谱》、《蘭田馆琴谱》、《五知齋琴譜》等。

## 解題
《蕉庵琴譜》：「按斯曲，蓋傷戍邉而作也。彼黃雲秋塞，千里蕭條，極目煙塵，西風砭骨，景物凄涼，于斯極矣。顧瞻鴻鴈，翱翔於青霄之上，嘹嚦於紫塞之鄉，聲嚦嚦而語哀哀，王事靡鹽，不遑歸處。感懷者，倍爲腸斷，聞之者，涕淚交頤。是曲聲律慘悽，音韻悲傷，寫出一段征人懷鄉憂國之意，眞虞絃中之白眉者也。同志者細聽察焉。」